# Baeomorpha distincta
Baeomorpha distincta är en stekelart som beskrevs av Yoshimoto 1975. Baeomorpha distincta ingår i släktet Baeomorpha och familjen raggsteklar. Inga underarter finns listade.